# Фортификационные расчёты
Фортификационные расчёты — эмпирические формулы для расчёта устойчивости фортификационных сооружений огню противника, определения правильного их расположения и, наоборот, для подбора оружия разрушения и манёвров для взятия укреплений.

## Расчёт прочных построек
Здесь приводятся эмпирические и полуэмпирические формулы, применявшиеся в начале и середине 20-го века для расчётов фортификационных и защитных сооружений на местное действие бомб и снарядов. Они позволяют без сложных инженерных изысканий ориентировочно выяснить, какой должна быть постройка, чтобы выдержать прямое попадание и взрыв боеприпаса.

### Энергия удара
Eуд. = М·V2/2, кГм(С. 32)
М — масса снаряда (бомбы), кг;
V — скорость снаряда, м/с.
В случае падения снаряда в середину пролёта перекрытия казематированного сооружения 1/10 часть этой энергии идёт на прогиб перекрытия, остальные 9/10 — на образование воронки (ударной выбоины)(С. 47).

### Энергия взрыва
Полная энергия взрыва(С. 19)

EΣвзр. = 450000·С, кГм
Энергия взрыва, действующая на горизонтальную защитную поверхность:
Eуд. = 12000·С, кГм(С. 39)
где С — масса заряда взрывчатого вещества, кг.

### Сила удара
Получаемый результат очень неточен, так как не учитывает местные деформации, влияние конструкции и др., но зато позволяет узнать порядок величины силы удара.
Fуд. = М·V/(g·tуд.), кгс(С. 110)
где: g=9,81 м/с²
tуд. — продолжительность удара снаряда от начала проникновения в поверхность до остановки, ~0,01 с.

### Сила взрыва
Как и в предыдущей формуле, результат неточен.
Fвзр. = С·Vдет./(g·tдет.·7), кгс(С. 110)
где: Vдет. — скорость детонации ВВ, в источнике 6000 м/с;
tдет. — продолжительность детонации, ~0,004 с;
1/7 — часть энергии взрыва, идущая в защитную поверхность, остальное в воздух.

### Глубина проникания снаряда в защитную преграду

#### В простом виде, какого в большинстве случаев достаточно
Hпрон. = Кпр.·М·V·sinα/D², м
где: Кпр. — коэффициент податливости прониканию материала, см. приложение;
D — диаметр (калибр) снаряда, м;
α — угол траектории падения к преграде, град; если снаряд ударяется перпендикулярно, то sinα = 1.

#### В более сложном виде, учитывающем дополнительные факторы
Hпрон. = Кпр.·Кф.·Кк.·М·V·cos((β·n + β)/2)/D², м(С. 13)
где: V — скорость снаряда, м/с;
Кф. — коэффициент формы головной части снаряда:
1,3 — для бетонобойного в случае проникания в бетон, железобетон и скалу,
1,0 — для всех других случаев;
Кк. — коэффициент калибра (диаметра) снаряда:
калибры 37 — 57 мм Кк. = 0,9;
76 — 155 мм: 1;
203—240 мм: 1,1;
250—280 мм: 1,2;
350 мм и выше: 1,3;
0,5 м: 1,3;
0,6 м: 1,35;
0,7 м: 1,4;
0,84 м: 1,45;
1 м: 1,5
n — коэффициент возможности изменения траектории снаряда в процессе проникания:
1,5 — бетонобойный снаряд в бетон;
1 — в остальных случаях.
β — угол между траекторией падения и перпендикуляром к преграде.

### Глубина разрушения или фугасного действия
Радиус разрушения от центра заряда ВВ:
Rраз. = Краз.·Кзаб.·С1/3, м(С. 14), где:
где: Краз. — коэффициент податливости материала разрушению, см. приложение;
Кзаб. — коэффициент забивки, чем лучше забивка, тем сильнее воздействие взрыва на преграду:
1 — взрыв на поверхности сооружения или земли, плохая забивка;
1,3—1,35 — взрыв при проникании бетонобойного снаряда в бетон и железобетон, средняя забивка;
1,5 — взрыв снаряда в вязком грунте (глина), хорошая забивка, за снарядом остаётся канал;
1,65 — взрыв снаряда в рассыпчатом грунте (песок), хорошая забивка, песок обсыпается вслед за снарядом;
С — масса взрывчатого вещества в заряде, кг.
Глубина разрушения от поверхности:
Hразр. = Hраз. + Rраз. − Ц, м
Ц — расстояние от центра заряда ВВ до «носа» снаряда, если он взрывается стоя на поверхности и от центра до наружной стенки, если взрывается лёжа, м.
Взрыв фугасной бомбы с высоким содержанием ВВ может оказаться эффективнее в положении лёжа, даже если проникание вообще не состоялось, так как центр взрывного заряда ближе подходит к поверхности. Потому защитное сооружение от фугасных бомб должно рассчитываться на два вида воздействия бомбы:
- пробивание (оно обычно меньше, чем у снаряда, особенно бетонобойного) и взрыв;
- удар без пробивания, поворот и взрыв в момент, когда бомба была готова отрикошетировать и находится в положении лёжа на поверхности защитного сооружения.

### Глубина взрыва
Радиус взрыва (радиус сферы сжатия: образующегося пустого пространства вокруг центра взрыва, из которого взрывные газы вытеснили материал перекрытия):
Rраз. = Квзр.·Кзаб.·С1/3, м(С. 16), где:
Квзр. — коэффициент податливости материала взрыву, см. приложение;
Глубина воронки:
Hвор. = Hпрон. + Rраз. − Ц, м
Глубина воронки значительно меньше глубины разрушения, но она нужна для оценки дальнейшего сопротивления сооружения после первых попаданий, так как растрескавшийся, но оставшийся на месте бетон (кирпич) ещё способен сдерживать новые боеприпасы.

### Глубина откола
Радиус откола от центра заряда ВВ:
Rотк. = Котк.·Кзаб.·С1/3, м(С. 52), где:
Котк. — коэффициент податливости материала отколу, см. приложение
Глубина откола с учётом ударного действия снаряда:
Hотк. = Hпрон. + Rотк. − Ц, м

### Толщина защитного железобетонного перекрытия в зависимости от массы фугасной бомбы
Упрощённая формула для определения необходимой толщины монолитного перекрытия из армированного бетона от обычной фугасной авиабомбы свободного падения, содержащей заряд ВВ около половины своего веса (до 60 %), падающей с большой высоты со скоростью в пределах 300 м/с(С. 18)(С. 16, 29):
Hж/б = kн·M1/3, м,
где: М — масса бомбы, кг;
kн — коэффициент материала: для бетонных покрытий он равен от 0,25 до 0,35; лучшее значение 0,25 относится к железобетону с противооткольным слоем.

### Разрушение от ударной волны
Радиус сильного разрушения обычных построек от воздушной ударной волны взрыва обычного боеприпаса(С. 22):
Rу.в. = 5·С1/3, м.
Мощные постройки типа каземата обычно мало подвержены разрушению ударной волной и уязвимы в основном местному ударному и фугасному действию боеприпаса при прямом попадании.

### Приложение, значения коэффициентов[лит 7][лит 12][лит 5][лит 13][лит 14]
| Коэффициенты податливости материалов                                                            |                        |                        |              |              |
| Материал                                                                                        | Коэффициент проникания | Коэффициент разрушения | Коэф. взрыва | Коэф. откола |
| Железобетон марки свыше 250.                                                                    | 0,000 000 7            |                        |              |              |
| Железобетон марки 400 с жёстким противоотколом (С. 52) (С. 306)                                 | 0,000 000 8            | 0,42                   | 0,13         | /0,33        |
| Железобетон марки 400 с гибким противоотколом (С. 52, 59) (С. 306)                              | 0,000 000 8            | 0,52                   | 0,13         | /0,42        |
| Фортификационный бетон марки 400 (С. 306)                                                       | 0,000 001 0            | 0,6                    | 0,16         |              |
| Бетон армированный и бетонобойный снаряд                                                        | 0,000 000 9            |                        | 0,13         | 0,52/0,42    |
| Железобетон марки 250                                                                           | 0,000 001 0            | 0,6                    | 0,13         | 0,52/0,42    |
| Железобетон марки 200 (С. 306)                                                                  | 0,000 001 1            | 0,6                    | 0,14         |              |
| Бетон армированный и фугасный снаряд                                                            | 0,000 001 2            |                        | 0,13         | 0,52/0,42    |
| Бетон армированный                                                                              |                        | 0,6-0,7                | 0,13         | 0,47         |
| Бетон состава 1:1,5:3                                                                           |                        |                        | 0,15         | 0,52         |
| Бетон высокого качества состава 1:2:4 на гранитном щебне                                        | 0,000 001 0            | 0,77                   | 0,175        | 0,6          |
| Бетон марки 200 (С. 306)                                                                        | 0,000 001 3            | 0,65                   | 0,18         |              |
| Бетон марки 160                                                                                 | 0,000 001 3            | 0,7                    | 0,175        | 0,6          |
| Бетон состава 1:3:7                                                                             |                        |                        | 0,19         | 0,65         |
| Бетон литой состава 1:2:4 с гравием                                                             |                        |                        | 0,21         |              |
| Бетон                                                                                           | 0,000 001 3            | 0,87                   | 0,175        |              |
| Тюфяк сборный из железобетонных плит                                                            | 0,000 001 5            | 0,7                    |              |              |
| Бутобетон (С. 306)                                                                              | 0,000 001 6            | 0,7                    | 0,18         |              |
| Гранитная и гнейсовая скала без трещин (С. 306)                                                 | 0,000 001 6            | 0,86                   | 0,2          |              |
| Известняковая или песчаниковая скала без трещин (С. 306)                                        | 0,000 002 0            | 0,92                   | 0,25         |              |
| Каменная кладка на цементном растворе (С. 306)                                                  | 0,000 002 0            | 0,84                   | 0,2          |              |
| Каменная булыжная кладка насухо                                                                 | 0,000 002 5            |                        | 0,25         |              |
| Кирпичная кладка на цементе (красный полнотелый кирпич начала 20-го века) (С. 306) (С. 71)      | 0,000 002 5            | 0,86                   | 0,25         | 0,88         |
| Каменная или кирпичная кладка насухо (С. 306)                                                   | 0,000 003 0            | 0,96                   | 0,25         |              |
| Дуб, бук, ясень (С. 306)                                                                        | 0,000 004              | 0,6                    | 0,3          |              |
| Сосна (?) (С. 306)                                                                              | 0,000 005 0            | 0,6                    | 0,3          |              |
| Сосна (в пластинах и брёвнах) (С. 257)                                                          | 0,000 006 0            | 0,6                    | 0,3          |              |
| Тополь (С. 256)                                                                                 | 0,000 007 5            |                        |              |              |
| Глина с супеском, каменистый грунт, каменная кладка среднего качества                           |                        | 0,96                   |              |              |
| Хрящеватый песок                                                                                | 0,000 004 0            |                        |              |              |
| Песок плотный чистый (С. 306)                                                                   | 0,000 004 5            | 1,04                   | 0,5          |              |
| Песок                                                                                           | 0,000 004 5            | 0,97                   | 0,45         |              |
| Супесок                                                                                         | 0,000 005 0            | 1,0                    | 0,5          |              |
| Супесок, влажный песок, плохая каменная кладка                                                  |                        | 1,0                    |              |              |
| Суглинок (С. 306)                                                                               | 0,000 006 0            | 1,0                    | 0,5          |              |
| Грунт, ненарушенный земляной массив                                                             | 0,000 006 5            | 1,07                   | 0,53         |              |
| Глина плотная                                                                                   | 0,000 007 0            | 1                      | 0,5          |              |
| Земля с песком и гравием                                                                        |                        | 1,07                   |              |              |
| Песок неслежавшийся (песчаная насыпь)                                                           | 0,000 009 0            |                        |              |              |
| Глинистый влажный грунт, болото                                                                 | 0,000 010              |                        |              |              |
| Земля неслежавшаяся в насыпи, слабый грунт                                                      | 0,000 013 0            | 1,4                    | 0,6          |              |
| Материал                                                                                        | Коэф. проникания       | Коэф. разру- шения     | Коэф. взрыва | Коэф. откола |
| Примечания 1. 2. 3. 4. Использованная литература 1. 2. 3. 4. 5. 6. 7. 8. 9. 10. 11. 12. 13. 14. |                        |                        |              |              |